# Trenčianske Mitice
Trenčianske Mitice es un municipio del distrito de Trenčín en la región de Trenčín, Eslovaquia, con una población estimada a final del año 2024 de 877 habitantes.
Se encuentra ubicado en el centro-norte de la región, cerca del río Váh (cuenca hidrográfica del Danubio) y de la frontera con la República Checa.

## Demografía
| Año        | 1994 | 2004    | 2014    | 2024     |
| ---------- | ---- | ------- | ------- | -------- |
| Población  | 735  | 716     | 773     | 877      |
| Diferencia |      | −2,58 % | +7,96 % | +13,45 % |

| Año        | 2023 | 2024    |
| ---------- | ---- | ------- |
| Población  | 858  | 877     |
| Diferencia |      | +2,21 % |